# Sebastião Dias Ximenes

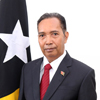
Sebastião Dias Ximenes

Sebastião Dias Ximenes ist ein osttimoresischer Politiker, Beamter und Menschenrechtler. Er war der erste Ombudsmann des 2005 gegründeten Provedoria dos Direitos Humanos e Justiça (PDHJ, deutsch Ombudsrat für Menschenrechte und Recht). Der PDHJ ist die nationale Menschenrechtsinstitution des Landes und ist in der Verfassung als unabhängige Organisation verankert. Von 2017 bis 2018 war Ximenes stellvertretender Justizminister Osttimors.

## Werdegang
Ximenes erhielt 1985 an der Universität Brawijaya im indonesischen Ostjava einen Abschluss in Rechtswissenschaften und 2001 einen Master in Verwaltungsrecht an der Universität Airlangga, ebenfalls Ostjava.
Ximenes arbeitete zunächst als Rechtsanwalt, Berater und Beamter. Außerdem lehrte er an der Rechtsfakultät der 2002 gegründeten Universidade de Díli (UNDIL). Im Mai 2005 wurde Ximenes vom Nationalparlament Osttimors zum Ombudsmann des PDHJ ernannt und im Juni in das Amt eingeführt. Zwei andere Kandidaten, die dem Parlament vorgeschlagen wurden, waren zuvor bereits gescheitert. Ximenes erhielt bei der Wahl nicht nur von der FRETILIN, die damals mit absoluter Mehrheit regierte, sondern auch von Abgeordneten der Oppositionsparteien Stimmen. Im März 2006 nahm der PDHJ seine Arbeit auf. Bereits zu diesem Zeitpunkt kam es zu einer ersten großen Bewährungsprobe. Der PDHJ untersuchte Fehlverhalten von Militär, Polizei und anderer staatlicher Einrichtungen während der damaligen Unruhen.
2009 wurden Stimmen aus der neuen Regierungspartei CNRT laut, das Ximenes ein „handverlesener“ Kandidat des damaligen Premierministers Marí Alkatiri der FRETILIN sei. Dennoch folgte am 14. April 2010 mit der erneuten Vereidigung im Nationalparlament die Verlängerung der Amtszeit von Ximenes um weitere vier Jahre. Am 31. Oktober 2014 wurde Silverio Pinto Baptista, der Nachfolger von Ximenes, als neuer Ombudsmann vereidigt. Das Gesetz verbietet dem Ombudsmann eine dritte Amtszeit.
Am 29. September 2017 wurde Ximenes zum Vizeminister für Justiz ernannt und am 3. Oktober vereidigt. Seine Amtszeit endete mit Antritt der VIII. Regierung Osttimors am 22. Juni 2018.